# Athelges intermedia
Athelges intermedia là một loài chân đều trong họ Bopyridae. Loài này được Hesse miêu tả khoa học năm 1877.